# Nosoträsh
Nosoträsh est un groupe féminin d'indie pop espagnol, originaire de Gijón. Il est formé en 1993 par cinq musiciennes : Beatriz Concepción, Covadonga de Silva, Malela Durán, Montse Álvarez, et Natalia Quintanal.

## Biographie
Une nuit de 1993. dans un bar de Gijón, les musiciennes parlent entre elle et suggèrent de former un groupe. Cette même nuit, le nom du groupe est assigné. Elles commencent ensuite à répéter et enregistrer leurs propres morceaux. Elles débutent avec le morceau Voy a aterrizar qui deviendra un vrai succès indépendant espagnol.
En mai 1995, elles enregistrent leur première démo. En mars 1996, elles entrent en studio pour la première fois et enregistrer certains morceaux.
En juillet 1996, elles diffusent leur site web officiel. En mars 1998, leur premier album, Nadie hablará de nosotras, est publié et comprend treize morceaux.
Le groupe voulait tourner en soutien à l'album ; cependant, leur label de l'époque RCA, préfère organiser des concerts les ventes de l'album n'ayant pas atteint le seuil de ventes escompté. Finalement, Nosoträsh obtient gain de cause et effectue la tournée Gira pendiente.
Elles finissent ensuite par atterrir au label, Elefant Records, après leur départ de RCA. En avril 2000, le second album de Nosoträsh, Mi vida en un fin de semana est publié et comprend douze morceaux. En 2002, leur troisième album, Popemas, est publié. En 2005, sort leur quatrième album, Cierra la puerta al salir. Désormais, certains membres ont quitté Gijón pour aller vivre à Madrid. En 2017, après 12 ans d'inactivité, le groupe revient en studio.

## Discographie

### Albums studio
- 1998 : Nadie hablará de... Nosoträsh
- 2000 : Mi vida en un fin de semana
- 2002 : Popemas
- 2005 : Cierra la puerta al salir

### EP
- 1996 : Maqueta
- 1997 : Aterrizar
- 1997 : Punk Rock City
- 2003 : Gloria

### Singles
- 1998 : Mis Muñecas
- 1998 : Poupée de cire, poupée de son
- 1998 : Sintasol
- 1998 : Hacia el Sur
- 2000 : Maldito espejo